# Scala (język programowania)
Scala – język programowania łączący cechy języków funkcyjnych i obiektowych. Scala działa na Wirtualnej Maszynie Javy, a także na Java Platform, Micro Edition Connected Limited Device Configuration i platformie .NET. Nazwa ma podkreślać skalowalność języka, stąd Scala (z ang. scalable language).
Scala została stworzona w 2001 roku na Politechnice Federalnej w Lozannie przez Martina Odersky’ego. Język ten został upubliczniony w styczniu 2004 roku na platformie Javy, a w czerwcu tego samego roku na platformie .NET. Wersja druga została udostępniona w marcu 2006 roku.

## Wspierane paradygmaty
Scala wspiera programowanie funkcyjne. Składnia pozwala zwięźle definiować funkcje anonimowe, obsługuje funkcje wyższego rzędu, zagnieżdżanie funkcji i currying. Użycie słowa kluczowego lazy opóźnia przypisanie wartości do chwili, gdy wartość ta będzie potrzebna. W języku Scala większość konstrukcji językowych definiuje wyrażenia (posiadające wartość). Scala pozwala definiować wyrażenia przy pomocy słów kluczowych def, var oraz val. Słowo def pozwala na zdefiniowanie wyrażenia, którego wartość będzie wyliczana zawsze w chwili odwołania się do tego wyrażenia (np. def doubleMe(x: Int) = x * 2). Przy pomocy słowa var można zdefiniować wyrażenie, którego wartość może podlegać zmianom (ang. mutable – np. var x = 2; x = 4). Słowo kluczowe val pozwala zdefiniować wartości, które nie podlegają zmianom (ang. immutable). Również takie konstrukcje jak if else, match/case, czy for/yield są wyrażeniami.
Scala ma „klasy przypadków” oraz wbudowane wsparcie dla dopasowywania wzorców. Pozwala to korzystać z algebraicznych typów danych, używanych w wielu funkcyjnych językach programowania. Język ten w umiejętny sposób łączy cechy języka obiektowego (klasy, dziedziczenie, polimorfizm, ...) z cechami języka funkcjonalnego (funkcje wyższego rzędu, liczne kolekcje niemodyfikowalne, currying, dopasowanie wzorców, ...). Oba paradygmaty są równie mocno wspierane.
Rekurencja ogonowa nie jest całkowicie obsługiwana, ponieważ maszyna wirtualna Javy nie udostępnia takiej możliwości. W prostych przypadkach kompilator Scali może optymalizować rekurencję ogonową do postaci pętli.
Implementacja prostego algorytmu sortującego (podobnego do quicksort) w podejściu programowania funkcyjnego może wyglądać następująco:
```
def
 
qsort
(
list
 
:
 
List
[
Int
]):
 
List
[
Int
]
 
=
 
list
 
match
 
{

  
case
 
Nil
 
=>
 
Nil

  
case
 
pivot
 
::
 
tail
 
=>
 
{

    
val
 
(
smaller
,
 
rest
)
 
=
 
tail
 
partition
 
(
_
 
<
 
pivot
)

    
qsort
(
smaller
)
 
:::
 
pivot
 
::
 
qsort
(
rest
)

  
}

}

```

## Przykłady

### „Hello World”
Program „Hello World” napisany w Scali ma następującą postać:
```
object
 
HelloWorld
 
{

  
def
 
main
(
args
:
 
Array
[
String
]):
 
Unit
 
=
 
{

    
println
(
"Hello, world!"
)

  
}

}

```

## Wybrane rozwiązania napisane w Scali
- Apache Spark
- Apache Kafka